# روي جاك
روي جاك (بالإنجليزية: Roy Jack)‏ هو سياسي نيوزلندي، ولد في 12 يناير 1914، وتوفي في 24 ديسمبر 1977. انتخب وزير العدل ‏ (9 فبراير 1972 – 8 ديسمبر 1972) وانتخب عضو مجلس النواب نيوزيلندا.